# Ronald Kapaz
Ronald Kapaz (São Paulo, 16 de novembro de 1956) é um designer gráfico e consultor de estratégia de marcas brasileiro.
Com atuação no mercado desde 1979, é reconhecido como um dos profissionais pioneiros do design gráfico, pensamento estratégico e branding como partes indissociáveis da construção e expressão de marcas no Brasil.

## Biografia

### Vida pessoal
Ronald Kapaz nasceu em São Paulo em 16 de novembro de 1956, sendo o segundo filho de Eliano Kapaz e Claudete Latur Kapaz, ambos de origem síria. É irmão do ex-deputado federal Emerson Kapaz.
Com sua ex-esposa, Edith Hashimoto, tem dois filhos: Ana Key e Indy.

### Carreira
Graduou-se em arquitetura pela FAU/USP em 1979, quando fundou, junto a André Poppovic e Giovanni Vannucchi, a Oz Estratégia+Design, empresa que teve trajetória reconhecida de constituição, inovação e liderança no mercado brasileiro e na formação da cultura do design no país. A empresa recebeu diversos prêmios nacionais e internacionais ao longo de seus 40 anos de existência.
Kapaz foi responsável, junto com outros colegas de profissão, pela criação da Associação dos Designers Gráficos (ADG), tendo participado da redação da primeira versão do código de ética da profissão e sido diretor e membro do Conselho de Ética entre 1999 e 2009 e da Abedesign, entidade que representa e promove as empresas de design brasileiras no Brasil e no exterior. 
Além disso, foi membro do Conselho Nacional de Incentivo à Cultura do Ministério da Cultura (CNIC) como conselheiro titular para a área de artes plásticas entre 2000 e 2006, na avaliação de projetos a serem beneficiados pela Lei Federal de Incentivo à Cultura (Lei Rouanet).
Kapaz já participou como palestrante e/ou jurado de diversos prêmios relacionados à matéria do Design, nacional e internacionalmente em países da América Latina, América do Norte e Europa. Também foi jurado do iF Design Award, um dos mais renomados prêmios de design do mundo, em sua edição de 2014 em Hanover, Alemanha.
Foi nomeado "Embaixador do Design Latino" pela Universidade de Palermo, na Argentina, e convidado a integrar o corpo de Embaixadores Latino-americanos em maio de 2015.
Em novembro de 2019, junto a Suzana Ivamoto, fundou a Playground Lab Design, empresa de consultoria estratégica que desenha processos de transição das marcas.

## Trabalhos
- Jurado Internacional do The Nods, a Creativity Award, Escócia. 2018/2019/2020.[15]

- Palestrante convidado para o simpósio internacional AlmaBrands, Santiago, Chile. Outubro de 2018.[16]

- Membro convidado para integrar o Conselho Assessor do Instituto Santo Tomás de Ensino, Santiago, Chile. Agosto de 2016[17]

- Foi membro do Conselho de Notáveis da Panamericana Escola de Artes e Design, São Paulo. De 2006 a 2016.[18][19][20]

- Palestrante convidado para o Imagine 12 Seminar. Tallinn, Estônia. Outubro de 2015.[21]

- Nomeado Embaixador do Design Latino pela UP-Universidade Palermo, Argentina, e convidado a integrar o corpo de Embaixadores Latinoamericanos – Maio 2015.[22]

- Palestrante convidado para a celebração do International Design Day, promovido pelo ico-D, ministrando palestras nas sedes da DUOC - Universidade Católica do Chile – Maio de 2015.[23]

- Palestrante convidado do Festival El Sol de Comunicação 2015, Bilbao, Espanha – Maio/Junho 2015[24]

- Palestrante convidado para o Congresso Marketers, evento internacional - Montevideo, Uruguai, 2012 e 2017.[25]

- Estuda filosofia e literatura, visando aprofundar o olhar humanista, e (re)estabelecer a ponte entre estética e ética.[26]

- Jurado Internacional no concurso “The Universal Logo for Human Rights“, a convite do Governo da Alemanha, representado por seu Consulado em São Paulo - Alemanhã, setembro de 2011.

- Participou, como delegado da ADG, das Conferências Internacionais do ICOGRADA em 97-Montevideo, 99-Sidney, 2001-Johannesburg, 2005-São Paulo e 2010-Vancouver.

- Palestrante convidado para o Congresso Design Currency, no evento internacional - Vancouver Design Week , em Vancouver, Canadá, organizado pelo GDC e pelo ICOGRADA, abril de 2010.

- É autor de diversos artigos sobre Estratégia e Design publicados em revistas especializadas nacionais e internacionais (Diseño Latino-América 2008, Icograda, Pequin Design School, entre outras)[27].

- Foi professor da Fundação Getúlio Vargas - FGVPec, principal escola de negócios no Brasil, no curso de pós-graduação em Branding - Construção de marcas entre 2008 e 2018.

- Lecionou, como professor convidado, no MBA de Branding das Faculdades Integradas Rio Branco. 2007

- Participou do conselho consultivo da Fundação Abrinq[28] entre 1990 e 2000[29][30].

- Atua como conselheiro consultivo no Instituto Jatobás[31] desde 2017.

## Prêmios e Reconhecimentos

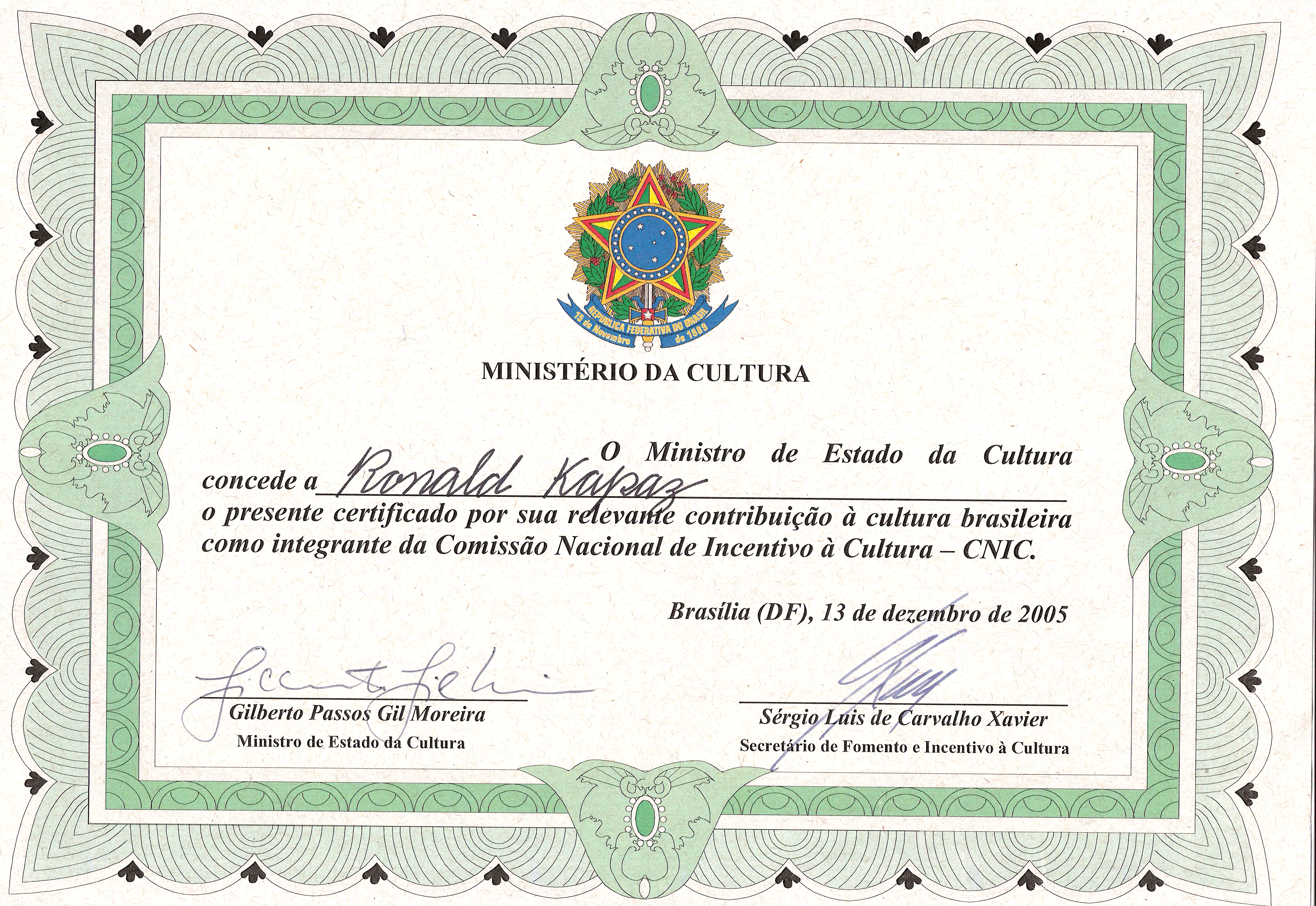
Certificado de relevância à cultura brasileira concedido pelo CNIC a Ronald Kapaz e assinado por Gilberto Gil em 2005


IF COMMUNICATION DESIGN AWARD

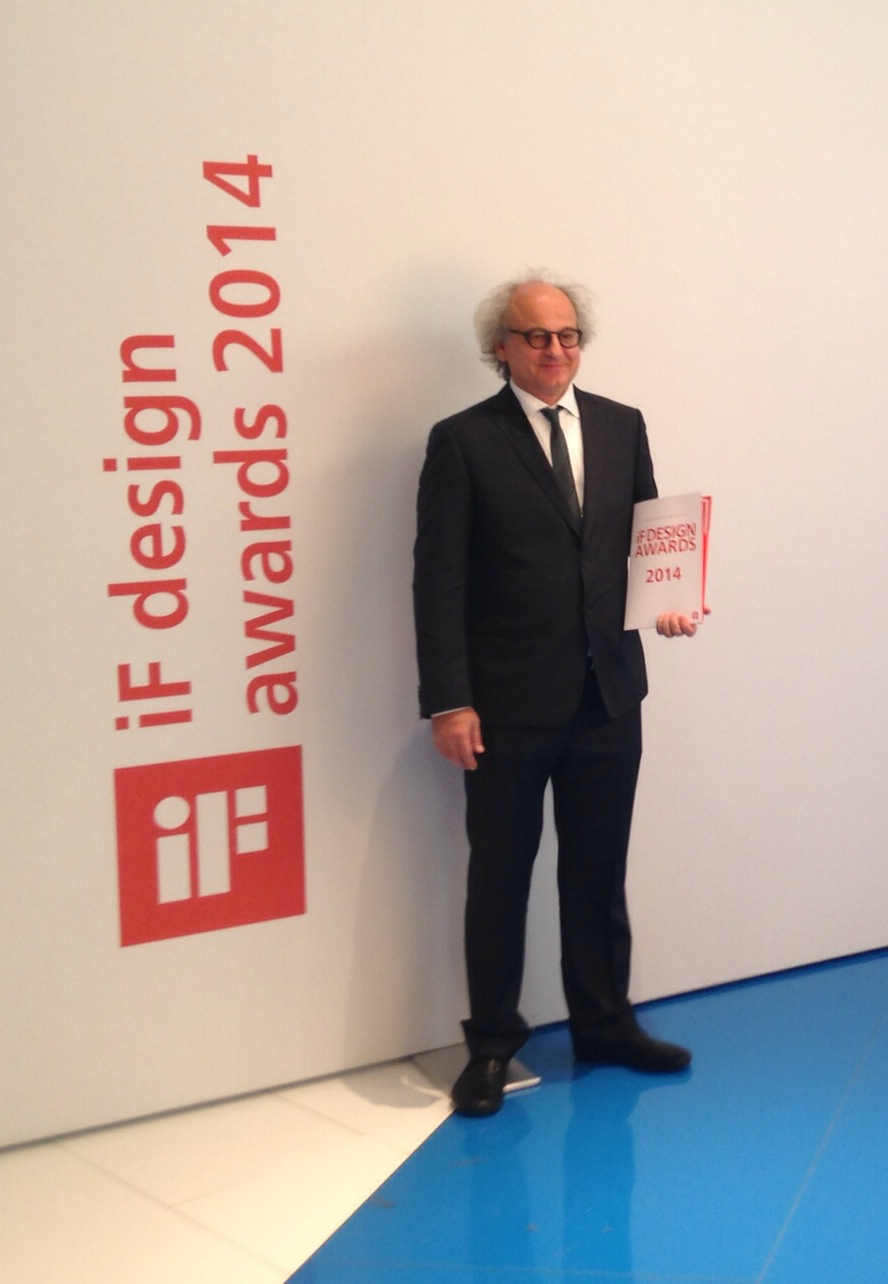
Ronald Kapaz em iF Design Award 2014 Hanover, Alemanha.

- 2020 Branding - Athletico Paranaense
- 2015 Instituto Alana | School Creatives - Identidade Visual
- 2012 Penalty | Tipography Ginga
- 2012 Penalty Rebrand | Brand Identity
- 2007 Linha Nativa Spa | O Boticário

PRÊMIO BDA
- 2019 BRONZE | Branding - Athletico Paranaense
- 2018 PRATA SENAC | Ambientação - Sistema de Sinalização
- 2018 PRATA Porto Seguro | Ambientação de Espaços Corporativos
- 2018 PRATA Lello | Lello Lab - Design de Impacto, Design de Serviço
- 2018 PRATA Água Prata| Tônica Prata - Design de Embalagem
- 2018 OURO Água Prata | Tônica Prata - Projeto Estrutural
- 2018 BRONZE | Believe Earth -Design de Impacto, Design Gráfico
- 2018 BRONZE Pinheiro Neto | Publicações Corporativas
- 2018 BRONZE Natura | Design de redes de varejo
- 2018 BRONZE ICON | Design de Marca
- 2018 BRONZE Hering Kids | Design de Marca
- 2018 BRONZE Editora MOL | Design de Marca
- 2012 Penalty | Tipografia Ginga

RED DOT
- 2019 OURO | Branding - Athletico Paranaense - Comunicação (Brands & Communication Design)

WOLDA
- 2019 Bronze | Identidade - Athletico Paranaense

CANNES LIONS
- 2013 Finalista (shortlist) | Branding Oz Estratégia + Design

GRANDES CASES DE EMBALAGEM
- 2018 Água Prata | Tônica Prata
- 2016 Vigor Alimentos | Linha de Produtos Danubio
- 2016 Vigor Alimentos | Creme de Queijos Danubio
- 2013 Danubio | Iogurte sem Lactose

PRÊMIO ABRE DE EMBALAGEM 
- 2009 Coca-Cola | CC Conveniência
- 2006 Ajinomoto Sopas Vono | Design Alimentos Salgados
- 2005 Kimberly-Clark | Embalagem Destaque Cosmética, Cuidados Pessoais, Saúde e Farmacêuticas
- 2002 Prêmio ABRE de Design de Embalagem | Sabão em Pó OMO Progress
- 2001 1º Prêmio ABRE de Design de Embalagem | Lata Sonho de Valsa

Design gráfico - bebidas não alcoólicas
- 2020 OURO Meu.Q (PME)

Design gráfico - redesign aliementos e bebidas
- 2018 OURO Água Prata | Tônica Prata

Embalagem - Alimentos Salgados
- 2018 OURO Água Prata | Tônica Prata

Design gráfico - bebidas não alcoólicas
- 2016 OURO  Vigor Alimentos | Creme de Queijos Danubio
- 2017 BRONZE Bonduelle | Conservas Bonduelle

Design estrutural funcional
- 2014 OURO Coca-Cola | Coca-Cola Light

WAVE FESTIVAL IN RIO
- Instituto Alana | Criativos da Escola 2011 BRONZE Hospital Infantil Sabará

PRÊMIO IDEA BRASIL
- 2014 BRONZE | JATOBÁ
- 2012 BRONZE | AMBIENTES
- 2010 OURO | LAZER E RECREAÇÃO
- 2008 BRONZE | EMBALAGENS

PRÊMIO EMBANEWS
- 2003 Oz Design | Linha Café do Ponto Aralto
- 2003 Oz Design | 4 Pack Sextavada Pelé Coca-Cola
- 2003 Oz Design | 12 Pack Promocional Ursos Coca-Cola
- 2002 Oz Design | Categoria Design - Lata Sonho de Valsa
- 2002 Oz Design | Categoria Design - Bonaqua
- 2001 Oz Design | Design Embalagem - Café do Ponto Solúvel
- 2001 Oz Design | Desenho Emb. Unitária - Linha de Lápis de Cor BIC/Conté
- 1996 Oz Design | Programação Visual de Emb - Picolé ao Leite
- 1996 Oz Design | Categoria Design - Picolé ao Leite

PRÊMIO POPAI BRASIL
- 2011 Porto Seguro | Display Giratório
- 2008 Nike | Material para PDV - Nike Zoom
- 2007 Banco Real | Peça PAPA Pilhas

PROGRAMA TETRA PAK DE QUALIDADE GRÁFICA
- 2011 BRONZE Coca-Cola | Néctar de Pessêgo DEL VALLE MAIS

PRÊMIO MAIORES DO TRANSPORTE & MELHORES DO TRANSPORTE
- 2014 1º lugar na categoria Transporte de Carga | 46º Concurso de Comunicação Visual e Pintura de Frotas

BIENAL DE DESIGN GRÁFICO ADG
- 2019 Finalista (shortlist) | Branding - Athletico Paranaense
- 2002 XI Prêmio Bienal ADG - Sistema de Sinalização do Novo Espaço Natura
- 2000 Prêmio V Bienal ADG - Projeto de Ambientação Estande Voko
- 1998 Prêmio IV Bienal ADG - Embalagem Sabão em Pó Minerva

DESIGNERS BY DESIGNERS
- 2002 | Prêmio Revista Design Gráfico
- 2001 | Prêmio Revista Design Gráfico

PRÊMIO ABOUT
- 2002 BRONZE - Relatório Anual dos Correios
- 2002 PRATA - Embalagem Café do Ponto Aralto

PRÊMIO ABERJE
- 2014 Totvs |Comunicação Visual - Branding da Totvs

PRÊMIO COLUNISTAS São Paulo 
- 2011 GP Design Ambiental | Engeform Construções - Edificil Jatobá
- 2011 Empresa de Design do Ano
- 2018 BRONZE | Cartilha de Equidade de Gênero - PNA
- 2018 Finalista (Shortlist) | Ambientação Playcenter Family
- 2005 Ouro | Identidade Visual Zoológico
- 2005 Prata | Barras de cereal TRIO

PRÊMIO WORLD STAR 2005
- Embalagem | Display Fraldas Turma da Mônica

1º LUGAR CONCURSO NACIONAL
- 1991 Símbolo da Candidatura de Brasíia à Olímpiada 2000

PRÊMIO CLASSIC CIA. SUZANO DE PAPEL
- 1989 Projeto gráfico de publicação de lançamento do edifício Terra Brasilis

PRÊMIO SANTA ROSA DO INSTITUTO NACIONAL DO LIVRO
- 1987 Melhor produto gráfico com livro “Cerâmica, Arte da Terra” - Editora Callis.

PRÊMIO INSTITUTO DOS ARQUITETOS DO BRASIL
- 1985 Melhor produto de Comunicação Visual - Projeto de Sinalização de Centro de Processamento de dados da Volkswagen

CONCURSO PÚBLICO DE PROJETO DE MOBILIÁRIO URBANO DE São Paulo, EMURB
- 1980 1º Lugar